# Christian Caujolle
Pour les articles homonymes, voir Caujolle.
Christian Caujolle (né le 26 février 1953 à Sissonne) est un journaliste, commissaire d'exposition et historien de la photographie français. Il a été l'un des fondateurs et le directeur artistique de l'Agence VU, ainsi que le directeur artistique de la Galerie VU' créée en 1998.
Il est le directeur artistique du festival Photo Phnom Penh (Cambodge), et de la galerie du Château d'eau à Toulouse.

## Biographie
Études à Toulouse. Une monographie sur Jean Dieuzaide lui fait découvrir la photographie.
Il a été élève de l'École normale supérieure de Saint-Cloud, promotion 1974 (Lettres - Espagnol), et élève et collaborateur de Michel Foucault, Roland Barthes, Pierre Bourdieu.
Le 16 novembre 2020, Christian Caujolle, est nommé conseiller artistique de la Galerie du Château d'eau de Toulouse
En novembre 2024, une enquête du Monde révèle qu'une plainte est a été déposée à son encontre pour agression sexuelle, pour des faits qui se seraient déroulés dans les années 1980. Deux autres personnalités sont également mises en cause, le photographe Bernard Faucon et le chef opérateur Jean-Claude Larrieu. Les trois demeurent présumés innocents des faits qui leur sont reprochés.

### Quelques dates
Années 1970
- 1978 : Chercheur au CNRS

Années 1980
- 1981/1986 : Rédacteur en chef chargé de la photographie à Libération. À ce titre, conçoit les numéros spéciaux consacrés à Jean-Paul Sartre et Jean Cocteau.
- 1978/1981 : Collaborateur de Libération en tant que journaliste plus précisément chargé de critique photographique.
- 1986 : Crée l’Agence VU, agence de photographes.

Années 1990
- 1997 : Directeur artistique des Rencontres Internationales de la Photographie d’Arles.
- 1998 : Appelé à la Direction artistique de la Galerie photographique VU.

Années 2000
- 2005 : Commissaire de l’exposition Hors Cadre de Gérard Rondeau, au Grand Palais (Paris). Commissaire de l’exposition 50 ans du World Press Photo - Things As They Are, photojournalism in context 1955 - 2005, Amsterdam, Tokyo, Paris, Séoul
- 2003 : Commissaire du projet de S et P Stanikas au Pavillon Lituanien à la Biennale de Venise.
- 2001 : Commissaire invité du Festival PHotoEspaña où il présente de jeunes photographes iraniennes et des photographes, thaïlandais et anglo-saxons, basés à Bangkok. Commissaire de la présentation de la collection de la DG Bank à la Kunsthalle de Francfort.
- 2000 : Commissaire invité de la Foto Biennale de Rotterdam.
- 2008 : Membre du comité éditorial de Polka Magazine
- 2008 : Crée le Festival Photo Phnom Penh.

## Principales publications
Monographies de
- Jacques Henri Lartigue (éditions italienne, française et espagnole)
- William Klein
- Sebastiao Salgado
- Peter Beard (Éd. Photo Poche)
- Gisèle Freund (Éd. Schirmer Mosel/Allemagne, Albin Michel/France, Norton/USA)
- Raymond Depardon (Éd. Cahiers du Cinéma)
- Jenny de Vasson, Jenny de Vasson, une femme photographe au début du siècle (avec Yvon Le Marlec, Gilles Wolkowitsch, Jean-Marc Zaorski), Paris, Herscher, 1982.

Catalogues
- Éthique, esthétique, politique des Rencontres Internationales de la Photographie d’Arles (Éd. Actes Sud)
- Michael Ackerman (Éd. Nathan/Delpire et Scalo)
- Isabel Muñoz (Éd. Plume)
- Cristina García Rodero (Éd. Contrejour)
- Chema Madoz (Éd. Assouline)
- Claudine Doury (Éd. Seuil)
- Paolo Pellegrin (Éd. Motta).

Il a également fait de très nombreuses préfaces de livres et de catalogues.
Presse
- Christian Caujolle, « Objectif beauté », Vogue Paris, Condé Nast, no 942,‎ novembre 2013, p. 180 à 185 (ISSN 0750-3628)

## Récompenses et distinctions

### Décorations
- 2010 :  Officier de l'ordre des Arts et des Lettres en janvier 2010[3].
- Chevalier de l'ordre royal de l'Étoile polaire.